# Barna érdestinóru
A barna érdestinóru vagy barna érdesnyelű tinóru (Leccinum scabrum) az osztatlan bazídiumú gombák (Homobasidiomycetes) osztályának tinórugomba-alkatúak (Boletales) rendjébe, ezen belül a tinórufélék (Boletaceae) családjába tartozó faj.

## Előfordulása
A barna érdestinóru Európában és a közönséges nyír (Betula pendula) előfordulási területén gyakori. A nyírfajok mikorrhizapartnere, és júniustól októberig terem.

## Megjelenése
A kalap átmérője 5-15 centiméter, fiatalon félgömb alakú, később párnásan boltozatos és a közepén kissé kiterülő. Felbőre nem ér túl a kalap peremén; színe világos vagy vöröses szürkésbarna, később többé-kevésbé barna, felülete sima, kopasz, szárazon és nedvesen egyaránt meglehetősen tapadós. A termőréteg csövei fehéresek, később piszkosfehérré vagy szürkévé sötétülnek, nyomásra barnulnak. A csövekével megegyező színű nyílások szűkek, kerekdedek. A tönk 5-15, néha 20 centiméter hosszú és 1-2,5, néha 3,5 centiméter vastag, karcsú, felfelé vékonyodik, alapján gumósan megvastagodott. Színe fehéres, de hosszanti sorokban álló feketés pikkelyek, szemcsék borítják. A gomba húsa fehéres, később szürkésfehér, törésre változatlan, szárítva barna.

## Felhasználhatósága
A barna érdestinóru ehető gomba, íze, szaga kellemes.